# Гришинська рада робітничих та селянських депутатів
Гришинська рада робітничих та селянських депутатів - районне об'єднання рад з центром в місті Гришине. Існувало з 6 березня 1917 - 21 квітень 1918.

## Історія
6 березня 1917 році в селищі Гришине був обраний Гришинський районна Рада яка координувала роботу рад в довколишніх волостях. З самого початку і до кінця 1917 року радою керували меншовики та есери. 11 травня рада була розширена і в її склад увійшли представники від рудників. 22 травня Районна Рада об'єдналась з тільки що створенною Радою селянських депутатів.
3 червня 1917 року вийшов перший номер газети «Известия Гришинського Ради робітничих і селянських депутатів». Однак через брак паперу газета проіснувала недовго.
Для означення територій, на яких розташовувались підприємства, представники яких входили до Гришинської ради робітничих депутатів, в радянський час використовували поняття "Гришинський район".

## Керівники
- Давидов Павло Іванович

## Територія району[2]
- Андріївська волость
- Голицинівська волость
- Гришинська волость
- Криворізька волость
- Гродівська волость
- Селидівська волость
- Святогорівська волость